# Cladonota bulbosa
Cladonota bulbosa är en insektsart som beskrevs av Flynn 2003. Cladonota bulbosa ingår i släktet Cladonota och familjen hornstritar. Inga underarter finns listade i Catalogue of Life.